# Droga 66K-23 (Rosja)
Droga 66K-23 – droga regionalna, znajdująca się na terytorium Rosji.

## Geografia
Droga regionalna obwodu smoleńskiego 66K-23 przebiega od drogi federalnej R120 i wsi Prudki (rejon poczinkowski) do Monastyrszcziny.